# Sucleia
Sucleia (in russo Суклея) è un comune della Moldavia controllato dall'autoproclamata repubblica di Transnistria. È compreso nel distretto di Slobozia con una popolazione stimata di 10.000 abitanti (dato 2004)
È situato a 10 km dal centro di Tiraspol e a 4 km dalla sua stazione ferroviaria, sulla sponda sinistra del Nistro